# Orange Jacobs

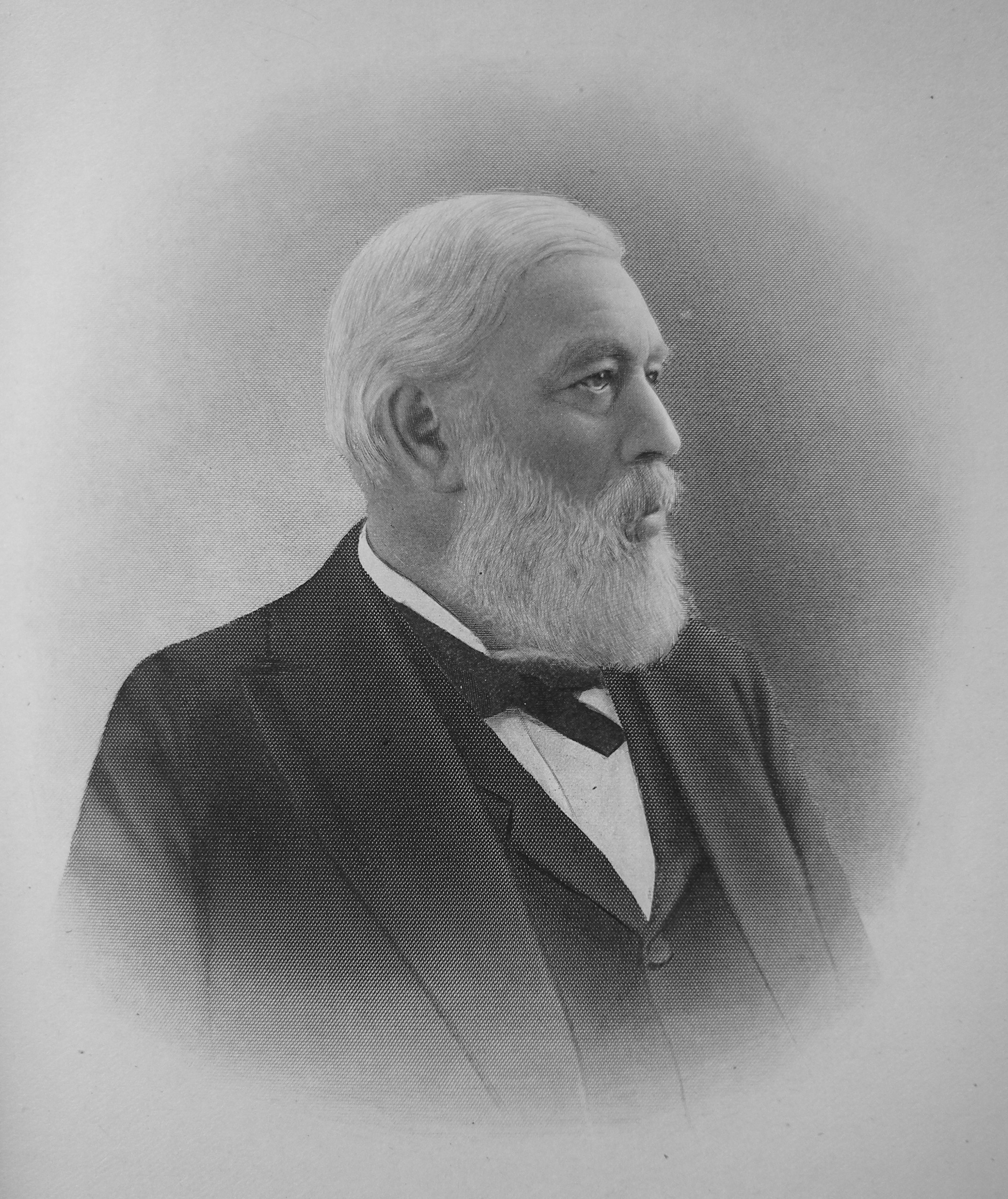
Orange Jacobs

Orange Jacobs (* 2. Mai 1827 bei Geneseo, Livingston County, New York; † 21. Mai 1914 in Seattle, Washington) war ein US-amerikanischer Politiker. Zwischen 1875 und 1879 vertrat er das Washington-Territorium als Delegierter im Repräsentantenhaus der Vereinigten Staaten.

## Werdegang
Im Jahr 1831 zog Orange Jacobs mit seinen Eltern in das Michigan-Territorium. Dort besuchte er die öffentlichen Schulen und das Albion College. Danach studierte er an der University of Michigan in Ann Arbor. Nach einem anschließenden Jurastudium und seiner im Jahr 1851 erfolgten Zulassung als Rechtsanwalt begann er in Sturgis in seinem neuen Beruf zu arbeiten. Im Jahr 1852 zog Jacobs in das Oregon-Territorium, wo er sich in Jacksonville niederließ. Dort arbeitete er bis 1859 als Rechtsanwalt. Außerdem gab er die Zeitung „Jacksonville Sentinel“ heraus. Im Jahr 1859 zog Jacobs in das Washington-Territorium. Dort wurde er 1869 Richter und war von 1871 bis 1875 Vorsitzender Richter des Obersten Gerichtshofes.
Jacobs war Mitglied der Republikanischen Partei. Bei den Kongresswahlen des Jahres 1874 wurde er als Delegierter in das US-Repräsentantenhaus in Washington, D.C. gewählt, wo er am 4. März 1875 die Nachfolge von Obadiah B. McFadden antrat. Nach einer Wiederwahl im Jahr 1876 konnte er bis zum 3. März 1879 zwei Legislaturperioden im Kongress als Delegierter absolvieren. Im Jahr 1878 verzichtete er auf eine weitere Kandidatur.
Nach seinem Ausscheiden aus dem US-Repräsentantenhaus arbeitete Jacobs wieder als Anwalt im Washington-Territorium. Im Jahr 1880 war er Bürgermeister von Seattle. Zwischen 1885 und 1887 saß er im territorialen Regierungsrat. 1889 gehörte er einer Kommission an, die die Stadtgesetze von Seattle überarbeitete. Danach wurde er Berater dieser Stadt. Zwischen 1896 und 1900 amtierte Jacobs als Richter im King County. Er starb am 21. Mai 1914 in Seattle. Orange Jacobs war mit Lucinda Jacobs (1837–1927) verheiratet.